# Pisoniamyia brasiliensis
Pisoniamyia brasiliensis är en tvåvingeart som beskrevs av Márcia Souto Couri och Maia 1992. Pisoniamyia brasiliensis ingår i släktet Pisoniamyia och familjen gallmyggor. Inga underarter finns listade i Catalogue of Life.